# L'Abergement-de-Cuisery
L'Abergement-de-Cuisery is een gemeente in het Franse departement Saône-et-Loire (regio Bourgogne-Franche-Comté) en telt 640 inwoners (1999). De plaats maakt deel uit van het arrondissement Louhans.

## Geografie
De oppervlakte van L'Abergement-de-Cuisery bedraagt 8,0 km², de bevolkingsdichtheid is 80,0 inwoners per km².
De onderstaande kaart toont de ligging van L'Abergement-de-Cuisery met de belangrijkste infrastructuur en aangrenzende gemeenten.

## Demografie
Onderstaande figuur toont het verloop van het inwonertal (bron: INSEE-tellingen).